# Contea di St. Lawrence
La contea di St. Lawrence, in inglese St. Lawrence County, è una contea del nord dello Stato di New York negli Stati Uniti. Il capoluogo di contea è Canton.

## Geografia fisica
La contea si trova nel nord dello Stato ed è la più è estesa dello Stato di New York. A nord e a nord-ovest, il fiume San Lorenzo segna il confine con la provincia canadese dell'Ontario.
Il territorio è montuoso nell'area sud-orientale dove si elevano i monti Adirondack; per il resto è pianeggiante nelle valli dei fiumi che scorrono a nord verso la valle del fiume San Lorenzo. Nell'area occidentale scorre il fiume Oswegatchie, che sfocia nel San Lorenzo a Ogdensburg. Nell'area centrale scorrono verso nord i fiumi Grass e Raquette che sfociano entrambi nel San Lorenzo nei pressi di Massena.
A oriente scorre il fiume St. Regis formato da due rami che scendono dagli Adirondack. Il St. Regis scorre verso nord per entrare nell'ultimo tratto nella contea di Franklin ed attraversare la riserva indiana omonima prima di sfociare nel San Lorenzo. Nella contea vi sono numerosi laghi. A ovest è situato il Black Lake. Il lago maggiore della regione sud-orientale è il Cranberry Lake. Larga parte dell'area sud-orientale ricade nell'Adirondack Park. Varie isole che affiorano nel fiume San Lorenzo fanno parte della contea. Sull'isola di Barnhart è stato istituito il parco statale Robert Moses.
Canton è sede della St. Lawrence University.

### Contee confinanti
- Contee unite di Stormont, Dundas e Glengarry (Ontario, Canada) - nord
- Contea di Franklin - est
- Contea di Hamilton - sud-est
- Contea di Herkimer - sud
- Contea di Lewis - sud-ovest
- Contea di Jefferson - sud-ovest
- Contee unite di Leeds e Grenville (Ontario, Canada) - nord-ovest

## Storia
L'area, prima dell'arrivo dei coloni europei, era abitata da nativi di lingua irochese. Con l'istituzione della Province di New York nel 1683, l'area dell'attuale contea faceva parte della contea di Albany. La contea di St. Lawrence è stata istituita nel 1802 unendo territori che fino a quel momento facevano parte delle contee di Clinton, Herkimer e Montgomery. Fu chiamata così per l'omonimo fiume. Il primo capoluogo di contea è stata la cittadina di Ogdensburg fino al 1828 quando tale ruolo è passato alla cittadina di Canton.

## Città

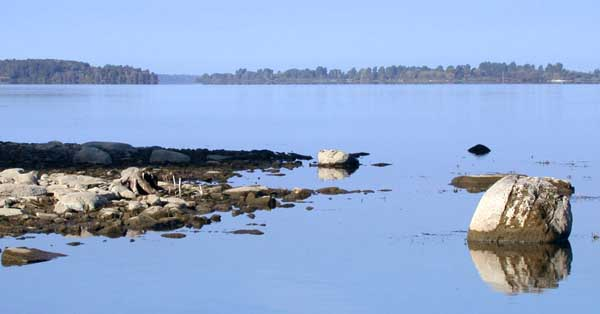
Il fiume San Lorenzo in prossimità del parco Robert Moses.

- Brasher - town
- Canton (capoluogo) - town
- Clare - town
- Clifton - town
- Colton - town
- De Kalb - town
- De Peyster - town
- Edwards - town
- Fine - town
- Fowler - town
- Gouverneur - town
- Hammond - town
- Hermon - town

- Heuvelton - village
- Hopkinton - town
- Lawrence - town
- Lisbon - town
- Louisville - town
- Macomb - town
- Madrid - town
- Massena - town
- Morristown - town
- Norfolk - town
- Norwood - village
- Ogdensburg - city
- Oswegatchie - town

- Parishville - town
- Piercefield - town
- Pierrepont - town
- Pitcairn - town
- Potsdam - town
- Rensselaer Falls - village
- Richville - village
- Rossie - town
- Russell - town
- Star Lake
- Stockholm - town
- Waddington - town